# Calès, Dordogne
Calès är en kommun i departementet Dordogne i regionen Nouvelle-Aquitaine i sydvästra Frankrike. Kommunen ligger i kantonen Le Buisson-de-Cadouin som tillhör arrondissementet Bergerac. År 2022 hade Calès 373 invånare.

## Befolkningsutveckling
Antalet invånare i kommunen Calès
Referens:INSEE